# Totó la Momposina
Sonia Bazanta Vides (Talaigua Nuevo, 1 de agosto de 1940) mais conhecida por Totó la Momposina é uma cantora folclore colombiana, que mistura os ritmos tradicionais dos índios sul-americanos com a música afro-latina.

## Biografia
Totó nasceu numa família de músicos, numa ilha ao norte da Colombia chamada Santa Cruz de Mompox, de onde lhe vem a alcunha. Seu pai era um humilde sapateiro, e sua mãe iniciou-a nos ritmos indígenas.
"Totó es un nombre que me puso mi mamá desde pequeña, y además es un nombre sonoro que a nadie se le olvida". (Tradução livre: "Totó é um nome que minha mãe me colocou quando eu era pequena e, além disso, é um nome sonoro que ninguém esquece".)
Formada em História da Arte e da Música pela Sorbonne, começou sua carreira musical na França. Da imprensa e dos admiradores recebeu a alcunha de A Diva Descalça - por jamais usar calçados nos palcos. Ficou conhecida internacionalmente ao se apresentar na cerimônia de entrega do Prémio Nobel de Literatura ao escritor colombiano Gabriel García Márquez, realizada em Estocolmo no ano de 1982.
Em 2003 foi indicada ao Grammy pelo álbum La Candela Viva, produzido nos estúdios do cantor norte-americano Peter Gabriel.

## Discografia
- 1983: Cantadora
- 1989: Colombia - Toto La Momposina Y Sus Tambores
- 1993: La Candela Viva
- 1995: Carmelina
- 2000: Pacantó
- 2010: La Bodega
- 2014: El Asunto
- 2015: Tambolera
- 2016: Oye Manita